# The Elgins
Pour les articles homonymes, voir Elgin.
The Elgins est un groupe américain de musique soul des années 1960, connu notamment pour le morceau Heaven Must Have Sent You.

## Biographie

### Genèse
À la fin des années 1950, Johnny Dawson, Robert Fleming et Cleo Miller forment plusieurs groupes dans la région de Détroit, dont The Downbeats. En 1962, le label Tamla Records les recrute et édite leur single Your Baby's Back. Le groupe accompagne parfois le chanteur Marv Johnson (en) avant qu'il soit recruté par United Artists. À la demande de Motown — qui a édité son single Camel Walk, sur lequel The Vandellas (alors connues sous le nom de The Vels), chantent les chœurs — la chanteuse Saundra Edwards (née Mallett) rejoint The Downbeats en tant que lead vocalist.

### Carrière
Le groupe adopte le nom The Elgins. Leurs disques sont édités par V.I.P. Records, une filiale de Motown. Leur premier single, Darling Baby, est un titre composé par Holland-Dozier-Holland. En 1965, le disque se classe 4e du hit-parade rhythm and blues et 72e du Billboard Hot 100. L'année suivante, Heaven Must Have Sent You, une autre chanson composée par HDH, atteint le Top 10 des charts R&B et la 50e place du classement pop. Leur unique album, Darling Baby, sort en août 1966. Ils comprend cinq reprises, dont When a Man Loves a Woman de Percy Sledge. I Understand My Man, leur troisième single, sort durant l'été 1967 sans rencontrer de succès. It's Been a Long Time se classe dans le Top 40, mais le groupe décide de se séparer.

### Reformations
En 1971, leurs titres Heaven Must Have Sent You et Put Yourself in my Place se classent respectivement 3e et 28e du UK Singles Chart,. The Elgins entreprennent une tournée au Royaume-Uni et recrutent Yvonne Vernee Allen pour remplacer leur chanteuse Saundra Edwards. Heaven Must Have Sent You est réédité sans succès aux États-Unis, ce qui met un terme à leur carrière. Au début des années 1990, Yvonne Allen, Johnny Dawson, Norman McLean et Jimmy Charles enregistrent les albums Take the Train et Sensational pour le label Motorcity Records du producteur britannique Ian Levine,.

## Discographie

### Album
- 1966 : Darling Baby (V.I.P. Records)
- 1990 : Take the Train (Motorcity Records)
- 1991 : Sensational (Motorcity Records)

### Singles
- 1965 : Darling Baby (V.I.P. Records)
- 1966 : Heaven Must Have Sent You (V.I.P. Records)
- 1967 : I Understand My Man (V.I.P. Records)
- 1967 : It's Been a Long Time  (V.I.P. Records)